# Червена боровинка
Червена боровинка (Vaccinium vitis-idaea) е вечнозелен храст с ядливи плодове. Въпреки че има култивирани сортове, се берат и дивите, от които се прави сладко. Расте като компактен малък храст с височина 10 – 40 cm. Растението е много издържливо на ниски температури под −40 °C. Храстът е разпространен по каменливи поляни в иглолистни гори – расте в Средна и Западна Стара планина, Западни и Средни Родопи, Рила, Витоша, Пирин, Беласица, Средна гора (включително Лозенска и Плана планина).

## Описание
- Червената боровинка расте над 700 m н.в., често заедно с черната боровинка.
- Листата са леко обратно-яйцевидни, корави, със завит към долната повърхност ръб, презимуващи (сменят се на 2 – 3 години), целокрайни, с едностранно обратно леко врязан връх, и с характерни точки (жлези) по долната повърхност.
- Цветовете не са стеснени по края, а са фуниевидно разтворени. Затова червената боровинка цъфти и плододава по-късно от синята и черната, чиито цветове са стеснени (прищъпнати) по края.
- Плодовете са червени. Не са толкова сочни и вкусни, като на синята, но се появяват по-късно, когато другите боровинки ги няма.

## Приложение в народната медицина
Прави се отвара от листата, ефективни са при цистит. 2 супени лъжици се варят на слаб огън в 300 мл. вода около 5 минути. Оставя се да изстине и се пие на 3 пъти през деня в течение на 2 седмици.

## Полезни хранителни вещества
Добър растителен източник на особено важните за метаболизма Омега-3 мастни киселини.